# Pessocosma
Pessocosma és un gènere d'arnes de la família Crambidae descrit per Edward Meyrick el 1884.

## Taxonomia
- Pessocosma bistigmalis (Pryer, 1877)
- Pessocosma iolealis (Walker, 1859)
- Pessocosma peritalis Hampson, 1899
- Pessocosma prolalis (Viette & Legrand in Viette, 1958)